# Feel.
유한회사 feel.(有限会社フィール)은 애니메이션의 기획・제작을 주된 사업내용으로 하는 일본의 기업이다.

## 역사
스튜디오 피에로(현: 피에로)의 제작 담당인 타키가사키 마코토가 사카 요이치로 및 다른 사람들과 함께 2002년, 도쿄도 무사시노시에 설립했다. 이듬해부터 나와 무네노리 및 다른 사람들이 연출, 작화진과 마무리 부문을 맡았다. 《D.C. 다카포》에서 그로스 하청을 개시했다.
2005년, 원청 제작을 시작한다. 주로 갠지스 제작 작품의 원청 제작을 중심으로 했다. 2007년경에 도쿄도 고가네이시에 본사 이전을 했다.
2005년, 《진키 익스텐드》로 원청 제작을 개시.한다. 2015년 《베개 남자》에서 Assez Finaud Fabric.과 공동제작 형태로 첫 오리지널 애니메이션을 제작했다. 2017년 《달이 아름답다》에서 자사 단독으로는 첫 오리지널 애니메이션을 제작했다.
2007년경 도쿄도 고가네이시로 본사를 이전한다. 2015년에는 고가네이시내에 새로 건설된 빌딩으로 본사를 이전하였다. 같은 빌딩 내에는 애니메이션 제작을 실시하는 ZEXCS와 feel. 시작 멤버이기도 한 우에사카가 대표를 맡는 마무리·촬영·편집을 메인으로 하는 Assez Finaud Fabric.도 이전해 당사와 함께 주식회사 팬 미디어의 100% 자회사이기도 한 Assez Finaud Fabric.와는 공동 제작이나 하청 등 공동으로 애니메이션 제작을 실시하는 경우가 많다. 또 이 회사에서 제작 데스크를 맡은 카와구치 료지가 대표이사 사장으로 있는 필리핀 글로스 전문회사 World Anime Networks 유한회사와는 파트너십을 맺고 있으며, 2018년 이후 이 회사의 원청 제작 작품에 참여하고 있다.

## 제작 체제
사원수는 61명으로 사내에 제작부, 작화부, 기획부, 총무부가 있다.
feel.과 함께 팬미디어의 100% 자회사로 같은 빌딩 내에서 활동하는 ZEXCS와 Assez Finaud Fabric.와 공동 제작을 하거나 하청을 주는 경우가 많으며, 특히 Assez Finaud Fabric.은 2007년 이후 거의 모든 동사 원청 작품에서 마무리·촬영·CG·편집을 담당하고 있으며, 각 부문의 감독도 이 회사의 스태프가 담당하고 있다. 더불어 파트너십을 맺고 있는 World Anime Networks가 2018년 이후 원청 작품으로 제2원화·동화·마무리에 참여하고 있다. 2010년대 후반 이후의 원청 작품에 있어서의 마무리·촬영·CG·편집은 주로 Assez Finaud Fabric.과 World Anime Networks의 2사가 메인으로 작업을 실시하고 있다.
《후타코이 얼터너티브》에서 공동 제작을 한 ufotable 작품에 원화로 참여하는 경우가 많으며, ufotable의 스태프도 feel. 작품에 원화로 참여하는 경우가 많다.

## 작품 이력

### TV 애니메이션
2000년대
- 2003년 기강선녀 로우란 (제작 원청: ZEXCS, 각화 제작 협력)
- 2003년 D.C.~다카포~ (제작 원청 : ZEXCS 제작 협력)
- 2004년 머메이드 멜로디 피치피치핏치 퓨어 (제작 원청 : Actas, 시너지SP 각화 제작 협력)
- 2004년 마법소녀 리리컬 나노하 (제작 원청 : 세븐 아크스, 각화 제작 협력)
- 2005년 진키 익스텐드
- 2005년 후타코이 얼터너티브 (유포터블, 스튜디오 플래그와의 공동제작)
- 2005년 D.C.S.S. ~다카포 세컨드 시즌~
- 2005년-2006년 Canvas2 ~ 무지개색 스케치 ~ (제작 원청 : ZEXCS 각화 제작 협력)
- 2006년 스쿨 럼블 2학기 (제작 원청 : 스튜디오 코멧, 각화 제작 협력)
- 2006년 소녀는 언니를 사랑한다
- 2007년 네기마!? (제작 원청 : GANSIS, 샤프트 제작 협력)
- 2007년 소녀왕국 표류기 일곱빛깔★드롭스 (제작 원청 : 스튜디오 바르셀로나, 각화 제작 협력)
- 2007년 DCII ~ 다카포 II~
- 2008년 DCII ~ 다카포 II 세컨드 시즌~
- 2008년 데드 프린세스 (가이낙스와의 공동 제작)
- 2009년 카나메모
- 2009년 노기자카 하루카의 비밀 (제작 원청 : 디오 미디어, 각화 제작 협력)

2010년대
- 2010년 kiss×sis
- 2010년 세키레이 ~Pure Engagement~ (제작 원청 : 세븐 아크스, 각화 제작 협력)
- 2010년 요스가노소라
- 2010년 Fortune Arterial 붉은 약속 (ZEXCS와의 공동 제작)
- 2011년 마요치키!
- 2012년 아빠 말 좀 들어라!
- 2012년 그래서 나는 H를 할 수 없다.
- 2013년 미나미가 타다이마
- 2013년 혈액형 군! (Assez Finaund Fabric.과의 공동 제작)
- 2013년 악의 꽃 (제작 원청 : ZEXCS, 각화 제작 협력)
- 2013년 아웃브레이크 컴퍼니
- 2014년 레이디 쥬얼펫 (제작 원청 : ZEXCS, 스튜디오 코멧, OP 제작 협력)
- 2014년 평범한 여고생이 지역 아이돌을 해봤다.
- 2014년 인생
- 2014년 잃어버린 미래를 찾아서
- 2015년 혈액형 군! 2 (Assez Finaund Fabric.과의 공동 제작)
- 2015년 역시 내 청춘 러브코메디는 잘못됐다. -속-
- 2015년 스자키니시 THE ANIMATION
- 2015년 비키니 워리어즈
- 2015년 베개 남자 (Assez Finaund Fabric.과의 공동 제작)
- 2015년 혈액형 군! 3 (Assez Finaund Fabric., ZEXCS와의 공동 제작)
- 2016년 다가시카시
- 2016년 가르쳐줘! 갸루코짱
- 2016년 이 미술부에는 문제가 있다!
- 2017년 달이 아름답다
- 2017년 히나마츠리
- 2018년 ISLAND
- 2019년 이 세상 끝에서 사랑을 노래하는 소녀 YU-NO
- 2020년 내 청춘 러브코메디는 잘못됐다.-완-
- 2020년 뒤떨어진 후르츠 타르트
- 2021년 우리들의 리메이크
- 2022년 보스 따님과 돌보미
- 2023년 스파이 교실
- 2025년 서머 포켓츠
- 2025년 제대로 빨지 못하는 흡혈귀 짱
- 2025년 치토세 군은 라무네 병 속에

### OVA
- 2007년 스트레이트 재킷
- 2008년 kiss×sis
- 2012년 미나미가 오마타세
- 2013년 미나미가 나츠야스미

### 극장 애니메이션
- 2009년 에반게리온 신극장판:파 (제작 원청 : 스튜디오 카라, 동화)
- 2011년 극장판 마법선생 네기마! ANIME FINAL (제작 원청 : 스튜디오 패트롤・샤프트, 제작 협력)

### 게임
- Φ나루・아푸로-치2 (제작원 : 프린세스 소프트, 제작 협력)

## 연관 인물

### 애니메이터・연출가
- 赤井俊文
- 及川啓
- 駒屋健一郎
- 齊田博之
- 佐藤元昭

- 下谷智之
- 島沢ノリコ
- 杉山了蔵
- 鈴木豪
- 立田眞一

- 名和宗則
- 細田直人
- 枡田邦彰
- むらた雅彦
- 湯本佳典

### 제작
- 瀧ヶ崎誠
- 上坂陽一郎

## 같이 보기
- ZEXCS